# Murphy (Texas)
Murphy ist eine Stadt im Collin County im US-Bundesstaat Texas in den Vereinigten Staaten. Das U.S. Census Bureau hat bei der Volkszählung 2020 eine Einwohnerzahl von 21.013 ermittelt.

## Geografie
Die Stadt liegt im Nordosten von Texas, ist im Norden etwa 70 Kilometer von Oklahoma entfernt und hat eine Gesamtfläche von 13,6 km².

## Demografische Daten
Nach der Volkszählung im Jahr 2000 lebten hier 3.099 Menschen in 1.030 Haushalten und 909 Familien. Die Bevölkerungsdichte betrug 227,9 Einwohner pro km². Ethnisch betrachtet setzte sich die Bevölkerung zusammen aus 76,06 % weißer Bevölkerung, 9,52 % Afroamerikanern, 1,10 % amerikanischen Ureinwohnern, 9,07 % Asiaten, 0,00 % Bewohnern aus dem pazifischen Inselraum und 2,00 % aus anderen ethnischen Gruppen. Etwa 2,26 % waren gemischter Abstammung und 4,94 % der Bevölkerung waren spanischer oder lateinamerikanischer Abstammung.
Von den 1.030 Haushalten hatten 47,1 % Kinder unter 18 Jahre, die im Haushalt lebten. 82,3 % davon waren verheiratete, zusammenlebende Paare. 3,3 % waren allein erziehende Mütter und 11,7 % waren keine Familien. 8,9 % aller Haushalte waren Singlehaushalte und in 1,9 % lebten Menschen, die 65 Jahre oder älter waren. Die Durchschnittshaushaltsgröße betrug 3,01 und die durchschnittliche Größe einer Familie belief sich auf 3,22 Personen.
29,7 % der Bevölkerung waren unter 18 Jahre alt, 5,1 % von 18 bis 24, 37,8 % von 25 bis 44, 22,4 % von 45 bis 64, und 5,0 % die 65 Jahre oder älter waren. Das Durchschnittsalter war 34 Jahre. Auf 100 weibliche Personen aller Altersgruppen kamen 100,5 männliche Personen. Auf 100 Frauen im Alter von 18 Jahren und darüber kamen 98,3 Männer.
Das jährliche Durchschnittseinkommen eines Haushalts betrug 83.547 USD, das Durchschnittseinkommen einer Familie 87.214 USD. Männer hatten ein Durchschnittseinkommen von 61.354 USD gegenüber den Frauen mit 41.172 USD. Das Prokopfeinkommen betrug 31.149 USD. 1,9 % der Bevölkerung und 1,1 % der Familien lebten unterhalb der Armutsgrenze. Davon waren 1,2 % Kinder und Jugendliche unter 18 Jahren und 1,2 % waren 65 oder älter.